# フリータウン中央刑務所
フリータウン中央刑務所（英語: Freetown Central Prison）は、シエラレオネのフリータウンに位置する刑務所。
シエラレオネの独立時に建てられたこの刑務所は、建設当初は220人ほどの受刑者が収容されていたが現在では1000人以上の受刑者が収容されている。